# Cairncrossita
La cairncrossita és un mineral que pertany al grup de la gyrolita i de la reyerita. Fou anomenada així en honor del professor Bruce Cairncross, cap del departament de geologia de la Universitat de Johannesburg (Sud-àfrica), en reconeixement del seu treball sobre la mineralogia de Sud-àfrica, concretament en dipòsits de manganès.

## Estructura
L'estructura es basa en làmines d'octaedres de CaO₆ que comparteixen vores. Les làmines s'uneixen per les cantonades, per tots dos costats, a capes de silicat. Les capes de poliedres de SrO₈ aparellats i que comparteixen vores, s'intercalen entre les unitats anteriors. Els poliedres d'estronci estan més units a poliedres desordenats de NaO₆. L'enllaç a les capes de silicat adjacents es reforça per un complex sistema d'enllaços d'hidrogen.

## Característiques
La cairncrossita és un mineral de fórmula química Sr₂Ca₇(Si₄O10)₄(OH)₂·15H₂O. Cristal·litza en el sistema triclínic. La combinació d'elements que presenta aquesta espècie mineral és única.

## Formació i jaciments
Es forma en alteracions metasomàtiques en un dipòsit de manganès ric en carbonat. S'ha descrit associada a richterita manganèsica, sugilita manganèsica, lizardita i pectolita. S'ha descrit només a la seva localitat tipus.